# Kornujalja
Kornujalja románul: Cornu, falu Romániában, Erdélyben, Fehér megyében.

## Fekvése
Buzásbocsárd közelében fekvő település.

## Története
Kornujalja korábban Buzásbocsárd része volt. 1913 körül vált külön településsé.
A 2002-es népszámláláskor 21 lakosa volt.